# Liga Europa da UEFA de 2018–19 – Rodada preliminar
A  Rodada preliminar da Liga Europa da UEFA de 2018–19 será disputada entre os dias 28 de junho e 5 de julho de 2018. Um total de 116 equipes competem nesta fase para decidir 8 das 94 vagas na Primeira pré-eliminatória.
Todas as partidas seguem o Horário de Verão da Europa Central (UTC+2).

## Participantes
| Rodada premilinar                    | Rodada premilinar                    | Rodada premilinar | Rodada premilinar     |
| ------------------------------------ | ------------------------------------ | ----------------- | --------------------- |
| Trakai (3º)                          | Connah's Quay Nomads (CW)/(3º) [WAL] | B36 Tórshavn (3º) | (2º)                  |
| Balzan (2º) ou Birkirkara (4º) [MLT] | (PW)                                 | (CW)              | La Fiorita (CW) [SMR] |
| Gżira United (3º)                    | NSÍ Runavík (CW)                     | (2º)              | (2º)                  |
| (CW)                                 | KÍ Klaksvík (2º)                     | (CW)              | (CW)                  |